# Czujnik parkowania

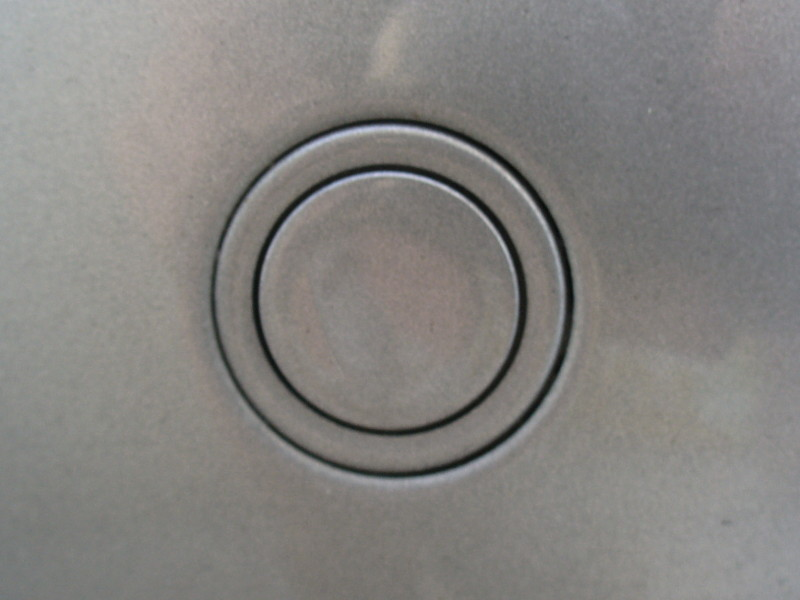
Czujnik parkowania

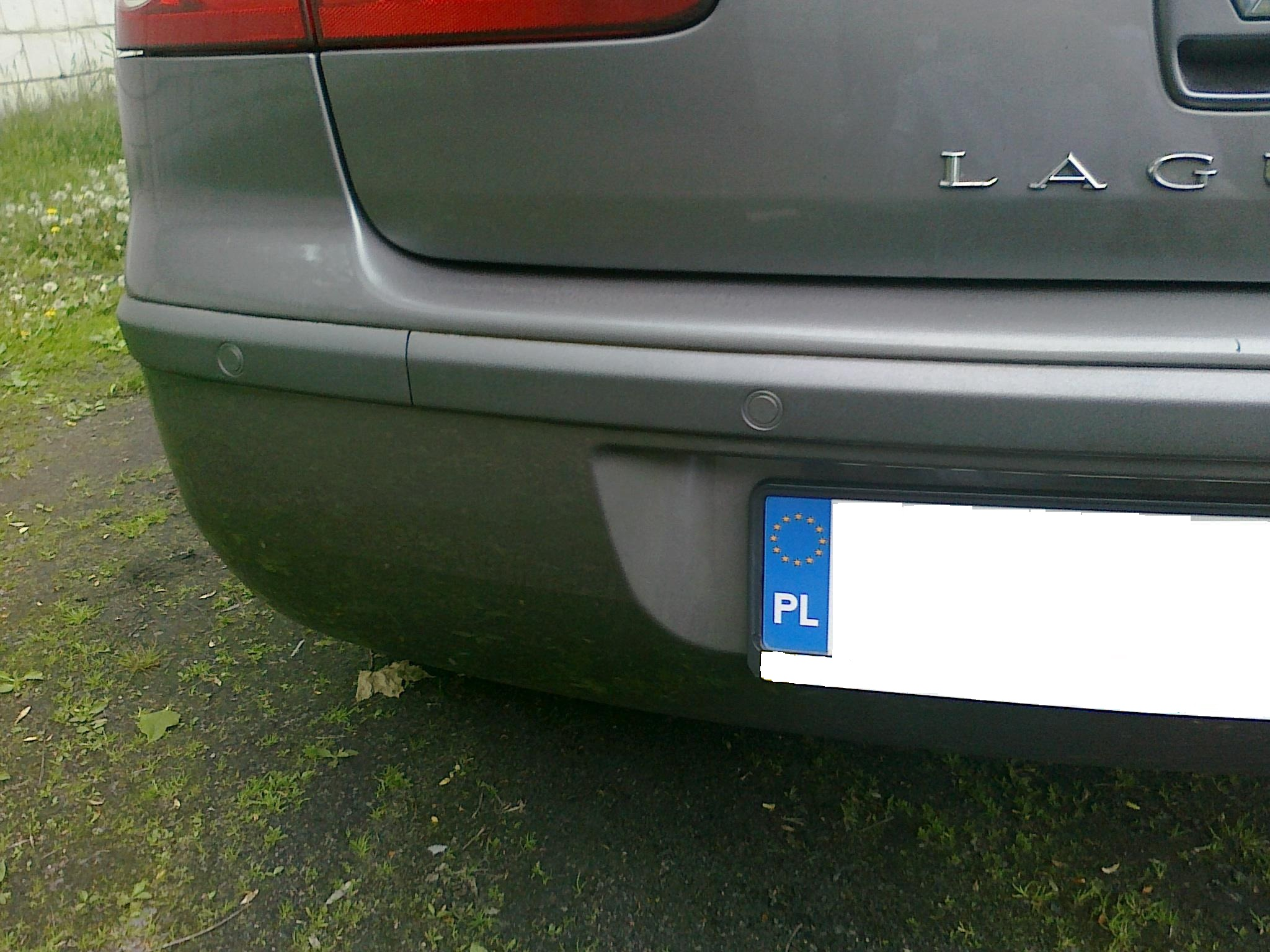
Rozmieszczenie dwóch (z czterech) czujników parkowania - Renault Laguna - tylny zderzak

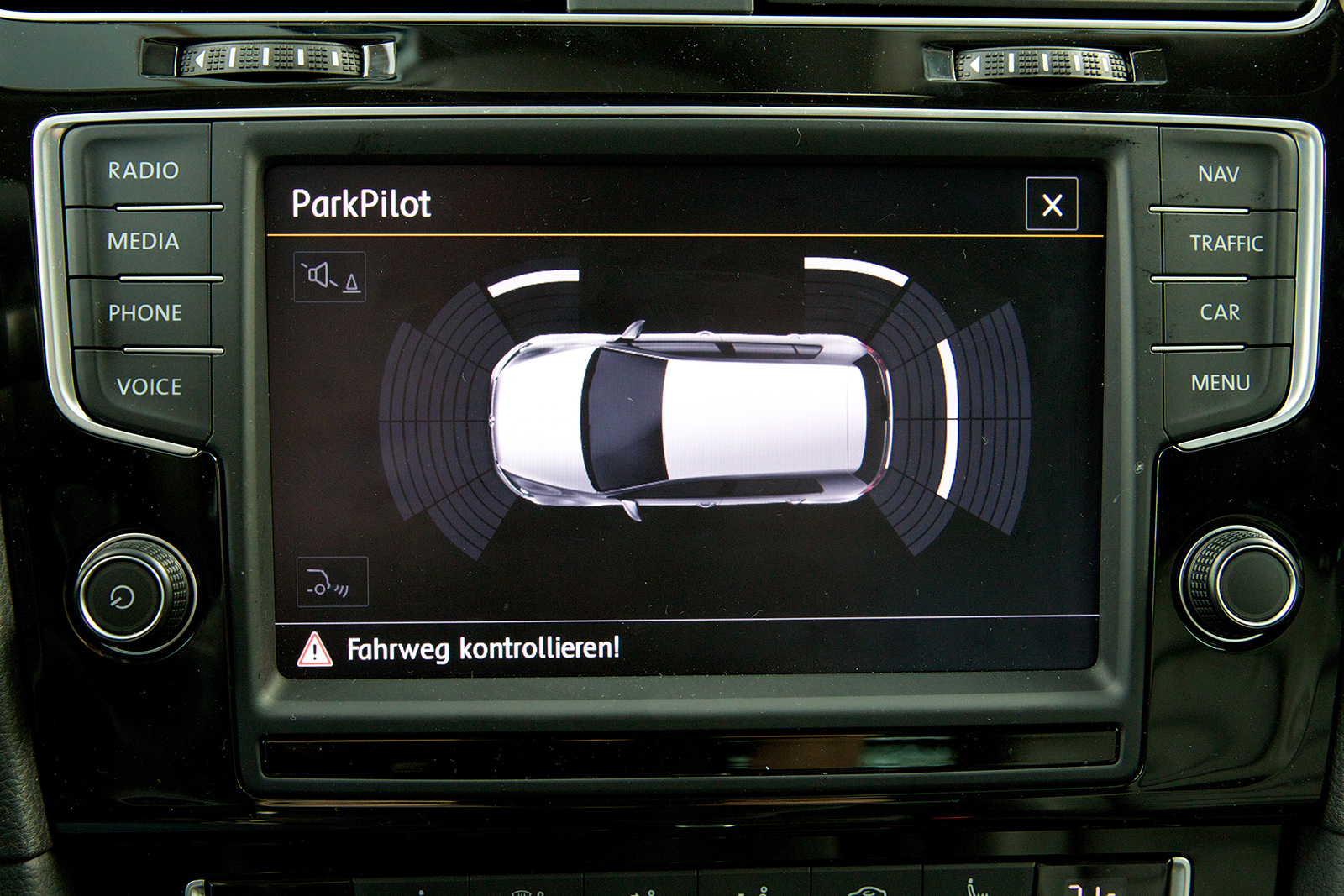
Ekran systemu

Czujnik(i) parkowania (z ang. parking sensors) lub asystent parkowania – elektroniczny system zdalnie mierzący odległość samochodu od przeszkody lub innego pojazdu, ułatwiający jego manewrowanie (parkowanie), oparty na zasadzie echosondy (emisja fal ultradźwiękowych).

## Elementy systemu
- jednostka centralna;
- czujniki ultradźwiękowe (sensory) w liczbie 3–8 sztuk;
- głośnik;
- wyświetlacz (opcjonalnie);
- przewody montażowe.

Czujnik ultradźwiękowy składa się z:
- płytki piezoelektrycznej (przetwarza energię elektryczną w mechaniczną i odwrotnie),
- wodoszczelnego złącza elektrycznego,
- przepony (przekształca drgania płytki piezoelektrycznej na sygnały ultradźwiękowe),
- odsprężenia akustycznego,
- kompensaty temperatury,
- otworu wyrównawczego.

## Zasada działania
Działanie czujników parkowania (montowane są na zderzakach z tyłu lub przodu) opiera się na pomiarze czasu powrotu fali ultradźwiękowej emitowanej przez czujnik. Sensory pracują jako nadajniki i odbiorniki, tzn. emitują falę, którą po odbiciu od przeszkody (inny pojazd, brama wjazdowa, kosz na śmieci, drzewo itp.) odbierają.
Odległość od przeszkody jest obliczana na podstawie czasu powrotu odbitej fali do sensora. O zbliżaniu się pojazdu do przeszkody kierowcę informuje sygnał dźwiękowy; wraz ze zmniejszaniem odległości przerwy między kolejnymi dźwiękami są coraz krótsze.

## Zastosowanie czujników w samochodzie
Czujniki radarowe montowane z tyłu pojazdu oferują kierowcy – w zależności od swojej generacji – następujące funkcje:
- monitorowanie martwego pola,
- asystent zmiany pasa,
- tylny system Precrash,
- asystent włączania się do ruchu,
- asystent wysiadania z pojazdu[1].